# Wersenian wapniowo-disodowy
Wersenian wapniowo-disodowy (łac. natrii calcii adetas) – organiczny związek chemiczny, sól wapniowo-sodowa kwasu wersenowego, stosowany jako odtrutka w leczeniu zatrucia ołowiem, cynkiem, kadmem i polonem.

## Mechanizm działania
Wersenian wapniowo-disodowy poprzez chelatowanie tworzy z jonami metali ciężkich rozpuszczalne kompleksy, które mogą być usuwane przez nerki. Po podaniu wersenianu wapniowo-disodowego wydalanie ołowiu z moczem wzrasta 20–50-krotnie. Nie powinien być podawany doustnie, ponieważ zwiększa się wówczas przyswajanie ołowiu z przewodu pokarmowego.

## Zastosowanie
- przewlekłe oraz ostre zatrucie ołowiem[3]
- zatrucie cynkiem[5]
- zatrucie kadmem[5]
- zatrucie polonem[4]
- diagnostyka podostrego zatrucia ołowiem[4]

Związek znajduje się na wzorcowej liście podstawowych leków Światowej Organizacji Zdrowia (WHO Model Lists of Essential Medicines) (2017).
Nie jest dopuszczony do obrotu w Polsce (2018).

## Działania niepożądane
Może powodować następujące działania niepożądane: niewydolność nerek, ostra martwica cewek nerkowych, nudności, zakrzepowe zapalenie żył powierzchownych, gorączka, przejściowy wzrost aktywność aminotransferaz w osoczu, hipotensja, zaburzenia rytmu serca, zapalenie kącików ust, wymioty, anoreksję, nadmierne pragnienie, wysypka, ból głowy. Przewlekłe podawanie może powodować niedobór cynku i witaminy B6. 
Nefrotoksyczność może być związana ze zwrotnym wchłanianiem ołowiu w nefronie.